# Neuroróżnorodność

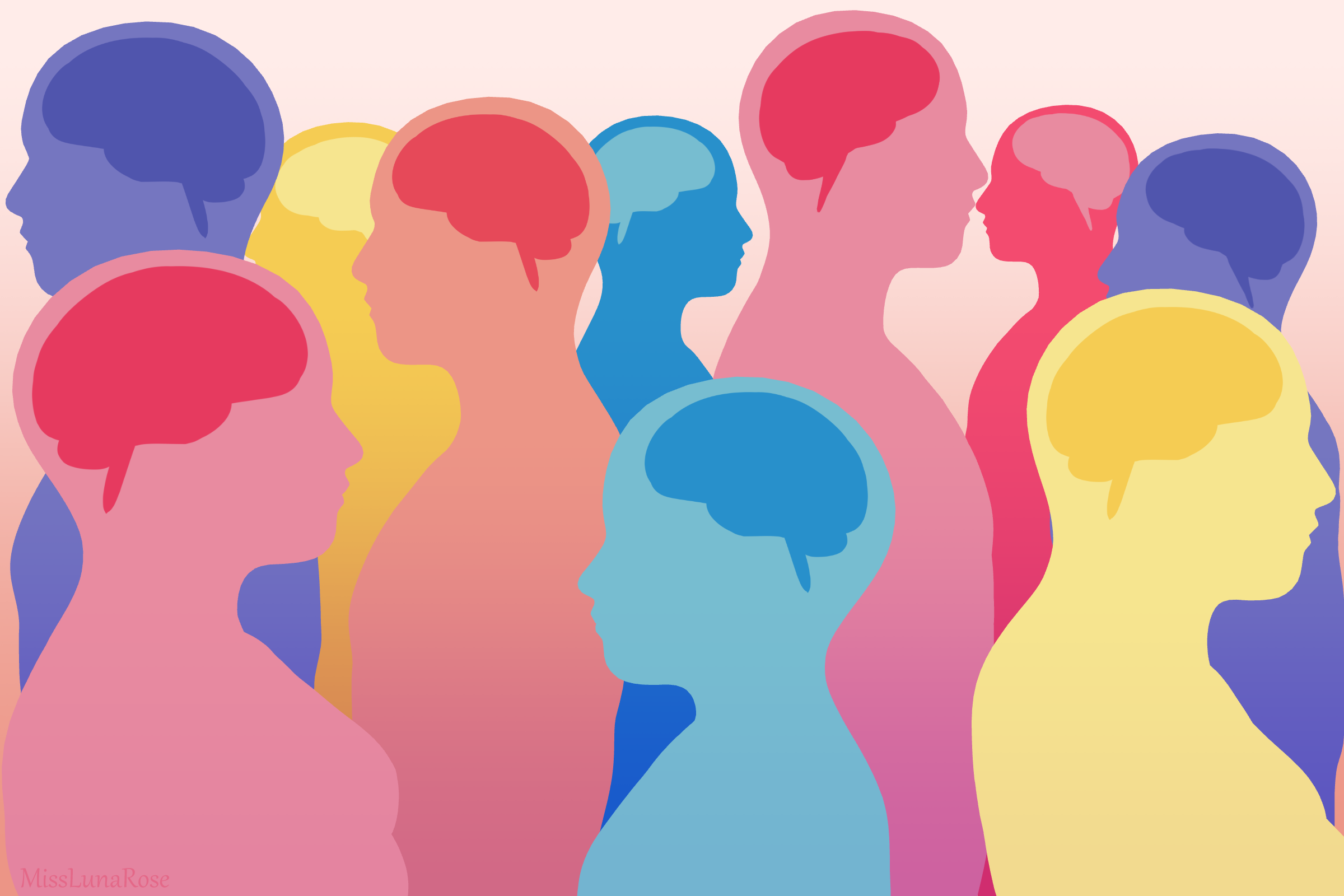
Sztuka autystyczna, pokazująca różnorodność ludzkich umysłów

Tęczowy symbol nieskończoności, oznaczający różnorodność spektrum autyzmu i szersze spektrum neuroróżnorodności

Neuroróżnorodność (ang. neurodiversity) – określenie na różnorodność w rozwoju i funkcjonowaniu ludzkich mózgów w takich sferach jak towarzyskość, uczenie się, uwaga, nastrój i innych funkcji umysłowych bez patologizowania ich. Termin wychodzi naprzeciw panującym poglądom, że niektóre zaburzenia neurorozwojowe są z natury patologiczne (medyczny model niepełnosprawności) i zamiast tego przyjmują społeczny model niepełnosprawności, w którym bariery społeczne są głównym czynnikiem, który powoduje „niepełnosprawność” ludzi. W języku polskim, osoby mające zaburzenia neurorozwojowe lub inne nietypowe cechy rozwojowe zwykle nazywa się neuroatypowymi, neuroodmiennymi albo nieneurotypowymi), a osobami bez takich cech – neurotypowymi. 
Późniejszy paradygmat różnorodności neurologicznej był kontrowersyjny, a przeciwnicy twierdzili, że jego konceptualizacja spektrum autyzmu nie odzwierciedla rzeczywistości osób, które potrzebują wysokiego wsparcia.

## Historia
Słowo „neurodiversity” przypisuje się Judy Singer, australijskiej socjolożce zajmującej się spektrum autyzmu, która użyła tego terminu w swojej pracy dyplomowej z socjologii pod koniec lat dziewięćdziesiątych. Termin ten oznaczał odejście od poprzednich teorii „obwiniania matki” o przyczynę autyzmu. Singer korespondowała z amerykańskim dziennikarzem i pisarzem Harveyem Blume'em ze względu na ich wspólne zainteresowanie autyzmem i chociaż nie przypisał tego słowa Singer, to pojawiło się ono po raz pierwszy w druku w artykule Blume'a w The Atlantic 30 września 1998 r.  
W poprzednim artykule dla New York Times z 30 czerwca 1997 r. Blume nie użył terminu „neuroróżnorodność”, ale opisał podstawy tej idei terminem „pluralizm neurologiczny”. Blume był wczesnym rzecznikiem, który przewidział rolę, jaką Internet odegra we wspieraniu międzynarodowego ruchu różnorodności neurologicznej. 
Niektórzy autorzy przypisują wcześniejszym pracom rzecznika autyzmu Jima Sinclaira wpływ na rozwój koncepcji neuroróżnorodności. Sinclair był głównym wczesnym organizatorem międzynarodowej społeczności autystycznej online. W przemówieniu Sinclaira z 1993 r. „Don't Mourn For Us” podkreślono autyzm jako sposób bycia: „Nie można oddzielić osoby od autyzmu”. 
Termin „neuroróżnorodność” był odtąd stosowany do innych warunków i nabrał bardziej ogólnego znaczenia; na przykład DANDA (Developmental Adult Neurodiversity Association) w Wielkiej Brytanii obejmuje rozwojowe zaburzenie koordynacji, ADHD, zespół Aspergera i powiązane zaburzenia.

## Neuroodmienność i neurotypowość
Według Kassiane Asasumasu, która ukuła ten termin w 2000 roku, słowo „neurodivergence” odnosi się do osób, „których funkcjonowanie neurokognitywne odbiega na wiele sposobów od dominujących norm społecznych”. Podkreśliła, że nie należy go używać do wykluczania ludzi, ale raczej do ich włączania i tym samym dążyła do tego, aby termin ten miał zastosowanie do szerokiej grupy ludzi, a nie tylko osób z różnicami neurorozwojowymi, takimi jak autyzm, ADHD i dysleksja. Termin ten jest również używany jako pojęcie zbiorcze do opisania osób z nietypowymi cechami psychicznymi i behawioralnymi, na przykład zaburzeniami nastroju, osobowości i odżywiania. Zwykle wyklucza się jednak osoby z niekognitywnymi schorzeniami neurologicznymi, takimi jak mózgowe porażenie dziecięce, choroba Parkinsona i stwardnienie rozsiane. Pojęcie to bywa różnie tłumaczone na język polski, jako neuroatypowość, neuroodmienność, czy nieneurotypowość.
Neurotypowy (ang. neurotypical) to neologizm szeroko stosowany w ruchu neuroróżnorodności jako określenie każdego, kto ma neurotyp wpisujący się w normę wzorców myślenia. Tak więc termin „neurotypowy” obejmuje każdego, kto nie jest autystyczny i nie ma ADHD, dysleksji, zaburzeń lękowych ani żadnych innych różnic, które można by uznać za neuroodmienne. Termin ten został przyjęty zarówno przez ruch neuroróżnorodności, jak i niektórych członków społeczności naukowej.
Wczesne definicje uznawały za neurotypowe osoby, które nie są autystyczne. Z czasem w tym pierwotnym znaczeniu zaczęto po angielsku używać słowa „allistic”.

## W ramach ruchów praw osób z niepełnosprawnością
Paradygmat neuroróżnorodności został początkowo przyjęty przez osoby ze spektrum autyzmu ale kolejne grupy zastosowały tę koncepcję w kontekście innych zaburzeń neurorozwojowych, takich jak ADHD, zaburzenia mowy, dysleksja, dyspraksja, dyskalkulia, dysnomia, niepełnosprawność intelektualna i zespół Tourette’a i schorzeniach psychicznych, takich jak zaburzenia afektywne dwubiegunowe, schizofrenia, zaburzenia schizoafektywne, osobowość dyssocjalna, oraz zaburzenia obsesyjno-kompulsyjne. Zwolennicy różnorodności neurologicznej potępiają definiowanie autyzmu, ADHD, dysleksji i innych zaburzeń neurorozwojowych jako wymagających interwencji medycznej, aby je „wyleczyć” lub „naprawić”, a zamiast tego wolą promować systemy wsparcia, takie jak usługi ukierunkowane na integrację, zakwaterowanie, komunikację i technologię asystującą, szkolenia zawodowe i wsparcie w zakresie samodzielnego życia. Intencją jest to, aby jednostki otrzymywały wsparcie, które honoruje autentyczne formy ludzkiej różnorodności, wyrażania siebie i bycia, a nie leczenie, które zmusza do przyjęcia przyjętych idei normalności lub dostosowania się do ideału klinicznego. 
Zwolennicy neuroróżnorodności dążą do rekonceptualizacji autyzmu i powiązanych zaburzeń w społeczeństwie poprzez następujące środki: uznanie, że neuroróżnorodność nie wymaga leczenia; zmiana nomenklatury z obecnej, opartej na „stanie, chorobie lub zaburzeniu” oraz „poszerzenie rozumienia zdrowego lub niezależnego życia”; uznanie nowych rodzajów autonomii; i dając osobom niebędącym neurotypowymi większą kontrolę nad ich leczeniem, w tym jego rodzajem, czasem i tym, czy w ogóle powinno być leczenie. 
W badaniu z 2009 r. podzielono 27 uczniów (z autyzmem, dysleksją, zaburzeniami koordynacji rozwojowej, ADHD i udarem mózgu) na dwie kategorie samooceny: pogląd „różnic” – w której neuroróżnorodność była postrzegana jako różnica obejmująca zestaw mocnych i słabych stron, lub pogląd „medyczny/deficytowy” – gdzie neuroróżnorodność była postrzegana jako niekorzystny stan medyczny. Okazało się, że chociaż wszyscy uczniowie zgłaszali równie trudne kariery szkolne obejmujące wykluczenie, znęcanie się i zastraszanie, ci, którzy patrzyli na siebie z punktu widzenia „różnic” (41% badanych) „wykazywali wyższą samoocenę akademicką i wiarę w swoje umiejętności a wielu (73%) wyraziło znaczące ambicje zawodowe z pozytywnymi i jasnymi celami”. Wielu z tych uczniów wskazało, że zyskało ten pogląd poprzez kontakt z obrońcami neuroróżnorodności w internetowych grupach wsparcia.  
Ankieta internetowa z 2013 r., która miała na celu ocenę koncepcji autyzmu i neuroróżnorodności, wykazała, że „koncepcja autyzmu z deficytem jako różnicy sugeruje znaczenie wykorzystania cech autystycznych w korzystny dla rozwoju sposób, wykraczając poza fałszywą dychotomię między celebrowaniem różnic a poprawą deficytu”.

## Kontrowersje
Paradygmat neuroróżnorodności jest kontrowersyjny wśród nieautystycznych rzeczników autyzmu. Dominującym paradygmatem jest ten, który patologizuje ludzkie mózgi odbiegające od tych uważanych za typowe. Z tej perspektywy mózgi te mają zaburzenia, które należy leczyć. 
Powszechną krytyką jest to, że paradygmat neuroróżnorodności jest zbyt szeroko obejmujący i że jego koncepcja powinna wykluczać tych, których funkcjonowanie jest poważnie upośledzone. Autystyczny rzecznik i interdyscyplinarny pedagog Nick Walker, któremu przypisano najbardziej szczegółową definicję ruchu neuroróżnorodności i leżącego u jego podstaw paradygmatu, mówi, że neuroróżnorodność odnosi się konkretnie do „wszechobecnych różnic neurokognitywnych”, które są „ściśle związane z tworzeniem i konstytuowaniem siebie” w przeciwieństwie do schorzeń, takich jak epilepsja. 